# Ілфов
Ілфов — жудець на півдні Румунії, у басейні Дунаю. Столиця Румунії Бухарест є також адміністративним центром жудця.

## Господарство
Район інтенсивного сільського господарства, спеціалізованого, головним чином, на постачанні столиці продовольчими товарами та с/г продукцією. Культивуються пшениця, кукурудза, рис, цукровий буряк, соняшник.

## Міста
- Бухарест
- Браґадіру
- Буфтя
- Волунтарі
- Кітіла
- Меґуреле
- Отопень
- Пантелімон
- Попешть-Леордень